# Johan Wallinder (ämbetsman)
Erik Johan Wallinder, född den 13 november 1877 i Linköping, död den 28 september 1938 i Jönköping, var en svensk ämbetsman.
Wallinder, som var juris utriusque kandidat, blev landskontorist i Östergötlands län 1911, extra länsbokhållare där 1910, tillförordnad länsbokhållare i Stockholms län 1913 och länsassessor där 1917. Han var landskamrerare i Jönköpings län från 1929 till sin död. Wallinder blev riddare av Vasaorden 1926 och av Nordstjärneorden 1934. Han vilar på Västra griftegården i Linköping.